# Constantin Cantacuzino (Caïmacan)
Constantin Cantucuzino  (né en 1793- mort  à Bucarest le 7 décembre 1877) Caïmacan de Valachie de 1848 à 1849.

## Origine familiale
Constantin Cantucuzino appartient à la famille Cantacuzino qui avait été écartée des affaires depuis plus d’un siècle. Il est le fils de Iordache (i.e Gheorghe) Cantucuzino (mort en 1803) et de Maria Parscoveanu. Son père est le descendant à la 4e génération de Draghici Cantacuzino (1630-1667) Mare Paharnic (Grand échanson) en 1660 et Mare Spãtar (Chef des Armées) en  1665 qui était le fils aîné de Constantin Cantacuzino et un des frères  du prince  Serban Ier Cantacuzino.

## Vie publique
Constantin Cantacuzino  ainsi que son frère cadet Grégoire (1800-1849) font leurs  études à Vienne après la mort de leur père. Après le décès de leur mère le 11 décembre 1824 ils se partagent leur héritage. L’arrivée du général Paul Kisseleff et des armées russes à Bucarest en 1829 est suivie d’un violent tremblement de terre. Le commandant des troupes d’occupation décide la création d’un « comité de salubrité public » dont il charge Constantin avec deux autres boyards. Constantin Cantacuzino qui a parfaitement réussi sa mission est ensuite Agha (Préfet) de Bucarest. 
Avec son frère cadet Grégoire élu de l’Assemblée nationale ils sont du parti  de boyard qui provoque la chute d’Alexandre II Ghica. Constantin Cantacuzino  est toutefois écarté des affaires lors de l’arrivée au pouvoir du prince Georges III Bibesco.
Après les troubles de la révolution roumaine de 1848 qui  entraînent  la fuite de Georges III Bibesco et l’occupation du pays par les armées turques et russes, Soliman Pacha avait mis en place à la tête du pays un triumvirat dit « Căimăcămia de trei » constitué avec des modérés. Ce dernier est révoqué et Constantin Cantacuzino est nommé en septembre 1848 unique Caïmacan de Valachie. Les révolutionnaire roumains s’enfuient en Europe occidentale.
Pendant son gouvernement Constantin Cantacuzino  vient en aide aux roumains de Transylvanie qui doivent fuir le pays à la suite de la répression austro-hongroise mais également aux soldats autrichiens.
La convention russo-turque de Balta Liman signée le 1er mai 1849 prévoit la nomination de nouveaux princes pour sept années et  bien que Constantin Cantacuzino ait été décoré simultanément par l’empire d'Autriche de la croix de ordre impérial de Léopold, l’Empire ottoman  du grand Nichan Impérial et par la Russie du grand cordon de l’ordre de Saint-Stanislas, il est destitué en juin 1849 et le pouvoir est confié à  Barbu Démètre Știrbei. Constantin Cantacuzino se retire alors de la vie publique et il meurt oublié de tous à Bucarest le 7 décembre 1877.

## Union et postérité
Constantin Cantacuzino avait épousé Zoé Slatineanu morte en 1839 dont 4 enfants 

## Source
- Alexandru Dimitrie Xenopol, Histoire des Roumains de la Dacie trajane : Depuis les origines jusqu'à l'union des principautés, Tome II de 1633 à 1859, Éditeur Ernest Leroux, Paris (1896)
- Jean Michel Cantacuzène, Mille ans dans les Balkans, Éditions Christian (1992)  (ISBN 2-86496-054-0)